# Odprto prvenstvo ZDA 1995
Odprto prvenstvo ZDA 1995 je teniški turnir za Grand Slam, ki je med 28. avgustom in 10. septembrom 1995 potekal v New Yorku.

## Moški posamično
Pete Sampras :  Andre Agassi, 6–4, 6–3, 4–6, 7–5

## Ženske posamično
Steffi Graf :  Monika Seleš, 7–6(8–6), 0–6, 6–3

## Moške dvojice
Todd Woodbridge /  Mark Woodforde :  Alex O'Brien /  Sandon Stolle, 6–3, 6–3

## Ženske  dvojice
Gigi Fernández /  Natalija Zverjeva :  Brenda Schultz-McCarthy /  Rennae Stubbs, 7–5, 6–3

## Mešane dvojice
Meredith McGrath /  Matt Lucena :  Gigi Fernández /  Cyril Suk, 6–4, 6–4